# 1981 في البرتغال
فيما يلي قوائم الأحداث التي وقعت خلال عام 1981 في البرتغال.

## سياسة

### انتهاء فترة المنصب
- 9 يناير – ديوغو دي فريتاس دو امارال رئيس وزراء البرتغال،وزير الخارجية  [لغات أخرى]‏.

## مواليد

### يناير
- 17 يناير – ديوغو مورغادو

### فبراير
- 1 فبراير – كارلوس مانويل دياز سافيدرا لاعب كرة قدم برتغالي.
- 4 فبراير – مانويل خوسيه فييرا لاعب كرة قدم برتغالي.
- 4 فبراير – ميجيليتو لاعب كرة قدم برتغالي.
- 24 فبراير – برونو اغويرو لاعب كرة قدم برتغالي.

### مارس
- 20 مارس – جابي لاعب كرة قدم برتغالي.

### أبريل
- 1 أبريل – برونو تياجو لاعب كرة قدم برتغالي.

### مايو
- 2 مايو – تياغو مينديز لاعب كرة قدم برتغالي.
- 5 مايو – باولو جورج فييرا ألفيس لاعب كرة قدم برتغالي.
- 15 مايو – برونو بيريس درّاج طريق برتغالي.
- 16 مايو – ريكاردو كوستا لاعب كرة قدم برتغالي.

### يونيو
- 6 يونيو – جواو باولو أندراد لاعب كرة قدم برتغالي.
- 25 يونيو – لويس مانويل بيريرا لاعب كرة قدم برتغالي.

### يوليو
- 28 يوليو – ماريو سيرجيو لاعب كرة قدم برتغالي.

### أغسطس
- 13 أغسطس – إدواردو فيرناندو بيريرا غوميز لاعب كرة قدم برتغالي.
- 19 أغسطس – مورينو لاعب كرة قدم برتغالي.

### سبتمبر
- 18 سبتمبر – شيكو لاعب كرة قدم برتغالي.

### نوفمبر
- 9 نوفمبر – جورجي ريبيرو لاعب كرة قدم برتغالي.
- 21 نوفمبر – بيدرو كوستا لاعب كرة قدم برتغالي.
- 27 نوفمبر – برونو ألفيش لاعب كرة قدم برتغالي.
- 30 نوفمبر – بيدرو أوليفييرا لاعب كرة قدم برتغالي.

## وفيات

### يوليو
- 7 يوليو – جواو كروز (مواليد 1915) لاعب كرة قدم برتغالي.

### سبتمبر
- 26 سبتمبر – باولو ريناتو (مواليد 1924) ممثل برتغالي.